# Domowina

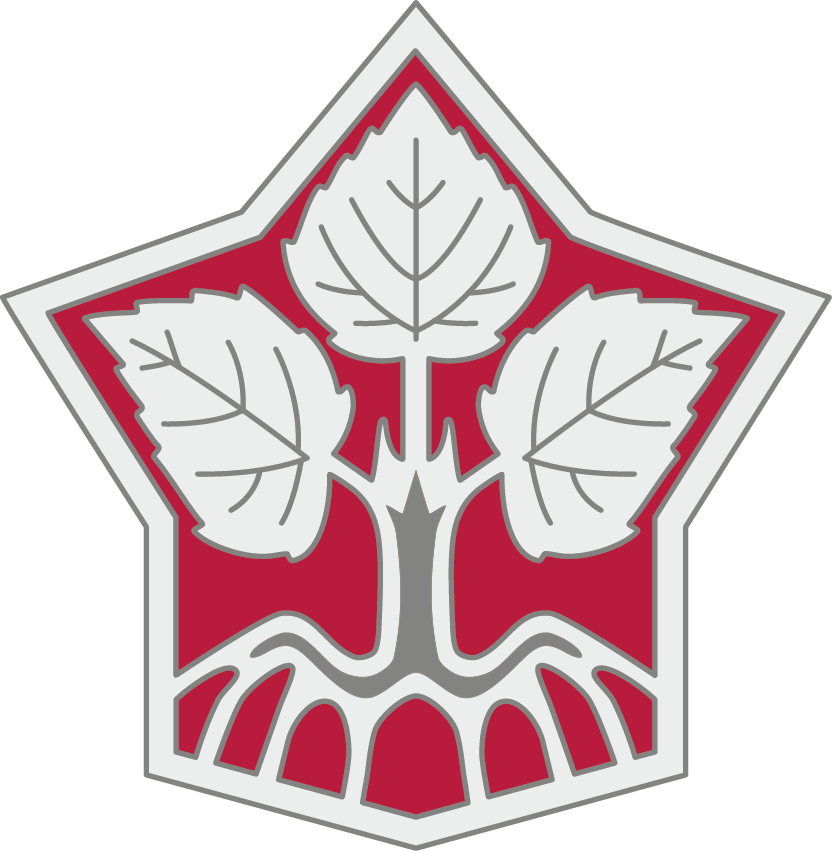
Logo

Domowina ("Casa") è una organizzazione ombrello tedesca che raggruppa varie associazioni della Lusazia, interessate allo sviluppo e alla salvaguardia della cultura soraba.

## Storia
L'organizzazione è stata fondata a Bautzen nel 1912. Messa fuori legge dal Nazismo, è stata ricostituita nel maggio 1945, finendo rapidamente sotto il diretto controllo del Partito Socialista Unificato di Germania ed entrando a far parte del Fronte Nazionale. Nonostante le critiche ricevute per il suo ruolo all'interno della Repubblica Democratica Tedesca, è sopravvissuta alla caduta del muro e alla riunificazione tedesca come organizzazione politicamente indipendente.